# Unholy Night
«Unholy Night» es el octavo episodio de la segunda temporada de la serie de televisión antólogica American Horror Story. Se estrenó el 5 de diciembre de 2012 por el canal estadounidense de cable FX. Fue escrito por James Wong y dirigido por Michael Lehmann.
En este episodio, un Santa Claus asesino (Ian McShane) causa estragos en Briarcliff. La hermana Jude (Jessica Lange) intenta enfrentarse a la Hermana Mary Eunice (Lily Rabe) con brutales consecuencias. Mientras tanto, el Dr. Arden (James Cromwell) tiene un encuentro impactante en los túneles subterráneos.

## Trama

### 1962
Un niño le dice a un hombre que está afuera de una tienda disfrazado de Santa Claus, que quiere una gorro de piel de mapache para Navidad. Cuando la tienda cierra, el hombre disfrazado se prepara para irse cuando se le acerca otro hombre que le dice que no decepcione al niño. Cuando el hombre disfrazado se enoja y comienza a discutir, el otro hombre le dispara en la cabeza y lo mata. El tirador roba el disfraz de Santa Claus aún ensangrentado y se lo pone, luego entra en una residencia y mata a los padres de una niña cuando asegura que ellos le hicieron perder su "espíritu navideño".

### 1963
El asesino vestido de Santa Claus, llamado como Leigh "Lee" Emerson, se convierte en paciente de Briarcliff. La hermana Jude lo mantiene encadenado, incluso para una foto grupal con los demás, ya que siente que es un peligro tanto dentro como fuera del asilo. Él prueba que ella está en lo correcto cuando muerde la nariz y el labio superior de un guardia del asilo. Jude lo encierra en confinamiento solitario y lo azota durante el transcurso de su estadía.

### 1964
La Hermana Mary Eunice trata de ser festiva con los pacientes en la sala común, pero afirma que Hermana Jude tiró todos los adornos de los árboles. Mary les dice a los pacientes que sean creativos mientras improvisa y decora el árbol con las pertenencias de éstos. En el laboratorio, Frank reza por el cadáver de Grace y le dice al Dr. Arden que deben informar los eventos recientes a la policía. Arden le pregunta si quiere que la policía sepa que mató a una mujer desarmada, pero Frank le dice que quiere afrontar las consecuencias de su acto.
En su ex-oficina, la Hermana Jude se cuela y sostiene una navaja de afeitar contra la garganta de la Hermana Mary Eunice, amenazando con terminar con la posesión del demonio sobre ella. Su telequinesis rompe el agarre de Jude y se le pide al Dr. Arden que llame a seguridad para escoltar a la Hermana Jude fuera del edificio. Él le menciona a la Hermana Mary Eunice las intenciones de Frank de confesar, y ella promete encargarse de eso. Ella lleva un traje de Santa Claus a Leigh con la intención de levantarle el ánimo y le da la opción de ser la víctima o el vencedor.
El Dr. Arden le regala a la Hermana Mary Eunice unos aretes de rubí. Ella se los pone muy contenta, incluso después de que él le cuenta la historia de las joyas. Los sacó de las heces de una "judía" adinerada en un campo de concentración que los escondió ingiriéndolos diariamente y finalmente murió. Él esperaba que ella se horrorizara por la historia pero, como ella ya no es Mary Eunice, él descubre cuánto ha cambiado. Ella lo llama "patético" y advierte que incluso Dios no puede ayudarlo.
Lana descubre que Kit ha regresado al asilo y le preocupa que la Hermana Mary Eunice no haya hecho nada sobre sus reclamos con respecto al Dr. Thredson. Kit ha sido drogado y sueña con Alma embarazada que luego se transforma en Grace embarazada. Se disculpa con Grace por provocar su muerte y Lana lo despierta del sueño. Ella le explica que él es inocente y que el Dr. Thredson es el asesino y le promete que demostrarán su inocencia. Él intenta ayudarla, pero se da cuenta de que está demasiado drogado en ese momento.
En una iglesia, la Hermana Jude habla con la Madre Claudia sobre el país olvidando el verdadero significado de la Navidad. Ella piensa que el Diablo es la razón y promete no dejar que la Hermana Mary Eunice sea la próxima convertida. Su reunión se ve interrumpida por la noticia de que el Dr. Arden desea reunirse con ella. Él le admite que ella estaba en lo correcto acerca de Hermana Mary Eunice y que necesita su ayuda. Él le promete lealtad si puede devolverle la inocencia a la Hermana Mary Eunice. Luego Arden deja que la Hermana Jude ingrese al manicomio a través de la entrada de la cocina, y ella le dice que debe hablar con la Hermana Mary Eunice sola en la oficina.
El Monseñor Howard entrega una estrella puntiaguda de la arquidiócesis de Boston para ponerla en la punta en el árbol del manicomio. Elogia a Mary Eunice por permitirle a Leigh tener una oportunidad de redención al permitirle que se vista como Santa Claus. Leigh luego tira a Frank de una escalera, le corta la cara con la estrella e intenta apuñalarlo antes de que los guardias lo detengan. Arden llega para decirle a la Hermana Mary Eunice que tiene "asuntos urgentes" en su oficina.
Lana encuentra un teléfono, pero el Dr. Thredson, quien aún sigue vivo, la detiene mientras ella marca. Él le dice que ella lo ha obligado a "matar" a Bloody Face y destruir toda la evidencia. También dice que había planeado dejarla hablar con la policía, ya que sería la palabra de un paciente mental contra la de un psiquiatra. Sin embargo, asegura que ella ha traicionado su confianza, y se prepara para estrangularla con el cable del teléfono, cuando Kit entra y lo deja inconsciente al golpearlo con un extintor de incendios. Lana quiere matar al Dr. Thredson, pero Kit la convence de no hacerlo ya que lo necesita vivo para demostrar su inocencia. Ambos lo atan y lo esconden dentro de un armario donde Lana le promete a Thredson que algún día lo sepultará.
Frank vuelve a poner a Leigh en su celda solitaria. La Hermana Mary Eunice cree que Frank ha tenido problemas con Leigh y corta la garganta de Frank con una navaja de afeitar. Ella finge preocuparse por un alboroto mientras Leigh ríe maniáticamente. En la oficina, la Hermana Jude ora por guía y fortaleza. La puerta se abre y Leigh entra y dice que está allí para abrir su "presente". La Hermana Mary Eunice cierra la puerta desde el exterior y el Dr. Arden le dice que eso prueba su lealtad hacia ella. Leigh golpea a la Hermana Jude para recordarle la crueldad que ella tuvo con él. Tiene la intención de violarla, pero ella lo apuñala en el cuello con un abrecartas.
El Dr. Arden lleva el cuerpo de Grace por los túneles subterráneos para que las criaturas del bosque puedan deshacerse de ella. En el camino, lo aturde una luz brillante, un sonido ensordecedor y una extraña criatura extraterrestre a la que logra ver. Cuando recupera sus sentidos, descubre que el cuerpo de Grace ha desaparecido.

## Producción

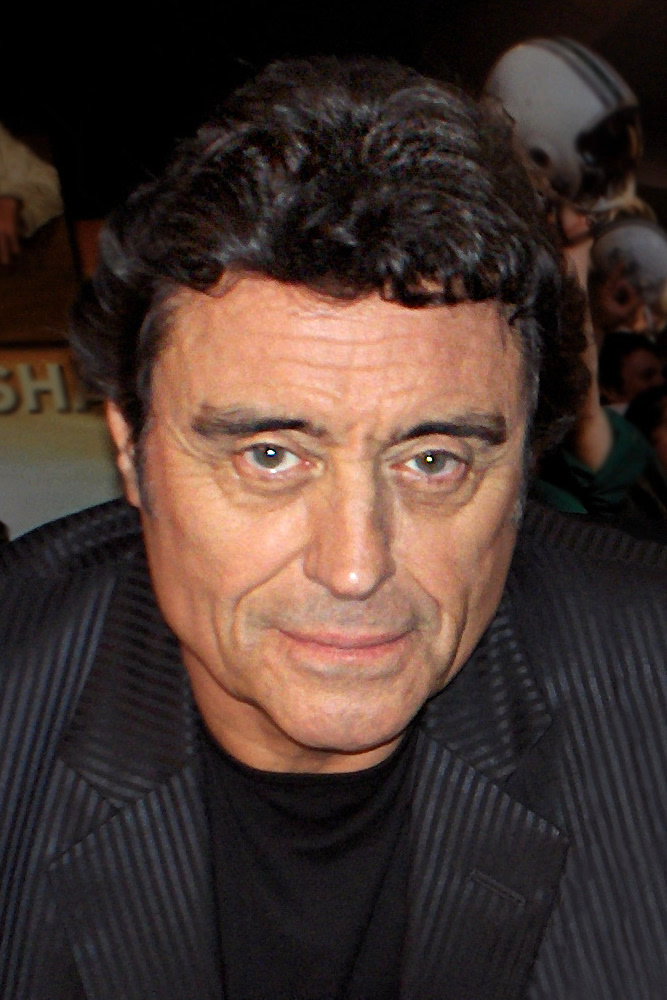
Ian McShane interpreta a Leigh Emerson, un hombre psicótico que comienza a matar vestido como Santa Claus.

«Unholy Night» fue escrito por el coproductor ejecutivo James Wong y dirigido por Michael Lehmann.
En una entrevista dada en noviembre de 2012 con Entertainment Weekly, el creador de la serie Ryan Murphy habló sobre escribir este episodio con la estrella invitada Ian McShane en mente, "La navidad y American Horror Story no van de la mano y tratamos de descubrir '¿Cuál es nuestra versión de Navidad?' Y la respuesta, por supuesto, es un Santa Claus homicida. Hay todo un subgénero de horror dedicado a estos psicópatas Santas. Es una cosa. Así que decidimos escribir a alguien que esté tan loco y que termine en Briarcliff. Había oído que Ian McShane realmente amaba American Horror Story. Así que lo escribimos y pensamos: 'Vamos a enviárselo y solicitemos un pase rápido'. Para mi deleite, él dijo que sí".

## Recepción
«Unholy Night» fue visto por 2.36 millones de televidentes y recibió una calificación adulta 18-49 de 1.4, un aumento respecto al episodio de la semana anterior.
Rotten Tomatoes informa un índice de aprobación del 88%, basado en 17 reseñas. El consenso crítico dice: "«Unholy Night» compensa su historia de transición y las preguntas sin respuesta con un bienvenido regreso a lo grotesco y una actuación sobresaliente del nuevo miembro del reparto, Ian McShane". 
Chris Harnick de The Huffington Post declaró que "estaba un poco decepcionado con este episodio". Agregó: "La actuación de (Ian) McShane fue excepcional, pero quería un poco más de progresión a las 3.000 tramas que están sucediendo actualmente". Matt Fowler, de IGN, llamó a «Unholy Night», "simplemente divertido, divertido", y agregó: "Parece un poco leve llamar a este episodio un divertido juego, ya que se vio lo sangriento y desquiciado que fue, pero viendo a McShane masticar el set y cortar a las personas con copas de cristal de los árboles fue lo suficientemente horrible como para ponerme mareado".